# Multiplicació de matrius
En matemàtiques, la  multiplicació  o  producte de matrius  és l'operació de multiplicació efectuada entre dues matrius, o bé entre una matriu i un escalar. Igual que la multiplicació aritmètica, la seva definició és instrumental, és a dir, ve donada per un algorisme capaç de resoldre-la, no obstant això, la multiplicació en aquest context es diferencia de la usual, principalment perquè no compleix amb la propietat de commutativitat.

## Multiplicació d'una matriu per un escalar
Donada una matriu A de m files i n columnes amb coeficients en un cos K, que podem expressar com
{\displaystyle A:=(a_{i,j})_{m\times n}}
la multiplicació de A per un escalar k de K, que s'expressa k · A o simplement kA, es defineix com:
{\displaystyle kA:=(k\cdot a_{i,j})_{m\times n}}
és a dir, correspon a la matriu formada per cada element de la matriu inicial, multiplicat per aquest escalar.
Explícitament, si
{\displaystyle A={\begin{pmatrix}a_{1,1}&\cdots &a_{1,n}\\\vdots &\ddots &\vdots \\a_{m,1}&\cdots &a_{m,n}\end{pmatrix}},k\in K}, llavors {\displaystyle kA={\begin{pmatrix}ka_{1,1}&\cdots &ka_{1,n}\\\vdots &\ddots &\vdots \\ka_{m,1}&\cdots &ka_{m,n}\end{pmatrix}}}
La multiplicació per un escalar és anàloga a la suma o resta de matrius, i compleix amb les mateixes característiques de la multiplicació aritmètica. En efecte, podem arribar al mateix resultat sumant k vegades la matriu original A amb si mateixa.

### Propietats
Siguin A, B dues matrius i c, d dos escalars, la multiplicació de matrius per escalars compleix amb les següents propietats:
| Propietat                                      | Descripció                                           |
| Clausura                                       | cA és també una matriu                               |
| Element neutre                                 | Existeix l'element neutre 1, de manera que 1 · A = A |
| Propietat associativa                          | (cd) A = c (dA)                                      |
| Propietat distributiva - D'escalar - De matriu | c (A + B) = cA + cB (c + d) A = cA + dA              |

## Multiplicació d'una matriu per una matriu

Els resultats en les posicions marcades depenen de les files i columnes dels seus respectius colors.

Donades dues matrius  A  i  B , per a poder multiplicar-les cal que el nombre de columnes de la matriu  A  sigui igual al nombre de files de la matriu  B , és a dir, que:
{\displaystyle A:=(a_{i,j})_{m\times n}} i {\displaystyle B:=(b_{i,j})_{n\times p}}
Aleshores la multiplicació de A per  B , que s'expressa A⋅B, o simplement AB, està definida com:
{\displaystyle AB:=(c_{i,j})_{m\times p}}
on cada element ci,j està definit per:
{\displaystyle c_{i,j}=\sum _{r=1}^{n}a_{i,r}b_{r,j}}
Explícitament, si {\displaystyle A={\begin{pmatrix}a_{1,1}&\cdots &a_{1,n}\\\vdots &\ddots &\vdots \\a_{m,1}&\cdots &a_{m,n}\end{pmatrix}},B={\begin{pmatrix}b_{1,1}&\cdots &b_{1,p}\\\vdots &\ddots &\vdots \\b_{n,1}&\cdots &b_{n,p}\end{pmatrix}}} llavors{\displaystyle AB={\begin{pmatrix}a_{1,1}b_{1,1}+\ldots +a_{1,n}b_{n,1}&\cdots &a_{1,1}b_{1,p}+\ldots +a_{1,n}b_{n,p}\\\vdots &\ddots &\vdots \\a_{m,1}b_{1,1}+\ldots +a_{m,n}b_{n,1}&\cdots &a_{m,1}b_{1,p}+\ldots +a_{m,n}b_{n,p}\end{pmatrix}}}

### Propietats
Siguin A, B i C matrius per a les quals la multiplicació entre elles està ben definida, és a dir, tals que els seus elements pertanyen a un cos i de manera que el nombre de files i de columnes permet realitzar la multiplicació, aleshores es compleixen les següents propietats:
| Propietat                                              | Descripció |
| Clausura                                               | AB és també una matriu |
| Element neutre                                         | Si A és una matriu quadrada de mida m, llavors la matriu identitat Idm × m és element neutre, de manera que Idm × m · A = A · Idm × m = A |
| Propietat associativa                                  | (AB) C = A (BC) |
| Propietat distributiva - Per la dreta - Per l'esquerra | (A + B) C = AC + BC C (A + B) = CA + CB                                                                                                   |

El producte de dues matrius generalment no és commutatiu, és a dir, AB ≠ BA. La divisió entre matrius, és a dir, l'operació que podria produir el quocient A/B, no està definida. No obstant això, hi ha el concepte de matriu inversa, només aplicable a les  matrius quadrades.
Finalment, cal remarcar que tant la multiplicació d'una matriu per un escalar, com la multiplicació de dos escalars, es pot representar mitjançant una multiplicació de dues matrius.

## Aplicacions
La multiplicació de matrius és molt útil per a la resolució de sistemes d'equacions de diverses variables, ja que són molt còmodes per a ser implementades mitjançant un ordinador. El càlcul numèric es basa en gran part d'aquestes operacions, així com  programes com MATLAB. Actualment també s'utilitza molt en el càlcul de microarrays, dins l'àrea de bioinformàtica.

### Sistemes d'equacions
Considerem un cas senzill, el de les matrius quadrades d'ordre 2, és a dir quan n = m = 2. Les aplicacions lineals del pla real que, al punt (x1, x₂) fan correspondre el punt (y1, y₂) s'expressen com un sistema de dues equacions amb dues variables. Les matrius permeten fer-ho més ràpidament. Així, per exemple, el sistema
{\displaystyle {\begin{cases}y_{1}=ax_{1}+bx_{2}\\y_{2}=cx_{1}+dx_{2}\end{cases}}} s'escriu de forma matricial així:
{\displaystyle {\begin{pmatrix}y_{1}\\y_{2}\end{pmatrix}}={\begin{pmatrix}a&b\\c&d\end{pmatrix}}{\begin{pmatrix}x_{1}\\x_{2}\end{pmatrix}}}
Com es veu, en la notació matricial, les variables només apareixen una vegada, així com el símbol =, i els signes + ni s'escriuen. Els estalvis de temps i energia aquí, no són molt grans, però creixen amb les dimensions de la matriu.
Ara bé, les aplicacions lineals es poden sumar, el que donaria l'addició de matrius que s'ha comentat abans, però no es poden multiplicar. No obstant això, hi ha una altra operació, universal en el camp de les aplicacions: la composició, és a dir aplicar successivament dues o més funcions a un objecte. En compondre les aplicacions
{\displaystyle {\begin{cases}z_{1}=ey_{1}+fy_{2}\\z_{2}=gy_{1}+hy_{2}\end{cases}}}     amb    {\displaystyle {\begin{cases}y_{1}=ax_{1}+bx_{2}\\y_{2}=cx_{1}+dx_{2}\end{cases}}}
obtenim:
{\displaystyle {\begin{cases}z_{1}=e(ax_{1}+bx_{2})+f(cx_{1}+dx_{2})=(ea+fc)x_{1}+(eb+fd)x_{2}\\z_{2}=g(ax_{1}+bx_{2})+h(cx_{1}+dx_{2})=(ga+hc)x_{1}+(gb+hd)x_{2}\end{cases}}}
que correspon a la matriu {\displaystyle {\begin{pmatrix}ea+fc&eb+fd\\ga+hc&gb+hd\end{pmatrix}}}
que coincideix amb el producte de matrius ja definit {\displaystyle {\begin{pmatrix}e&f\\g&h\end{pmatrix}}{\begin{pmatrix}a&b\\c&d\end{pmatrix}}={\begin{pmatrix}ea+fc&eb+fd\\ga+hc&gb+hd\end{pmatrix}}}